# Panenský les
Panenský les je přírodní rezervace poblíž obce Horka nad Moravou v okrese Olomouc. Oblast spravuje AOPK ČR Správa CHKO Litovelské Pomoraví. Důvodem ochrany je část toku Moravy, slepá ramena a tůně.

## Fotogalerie

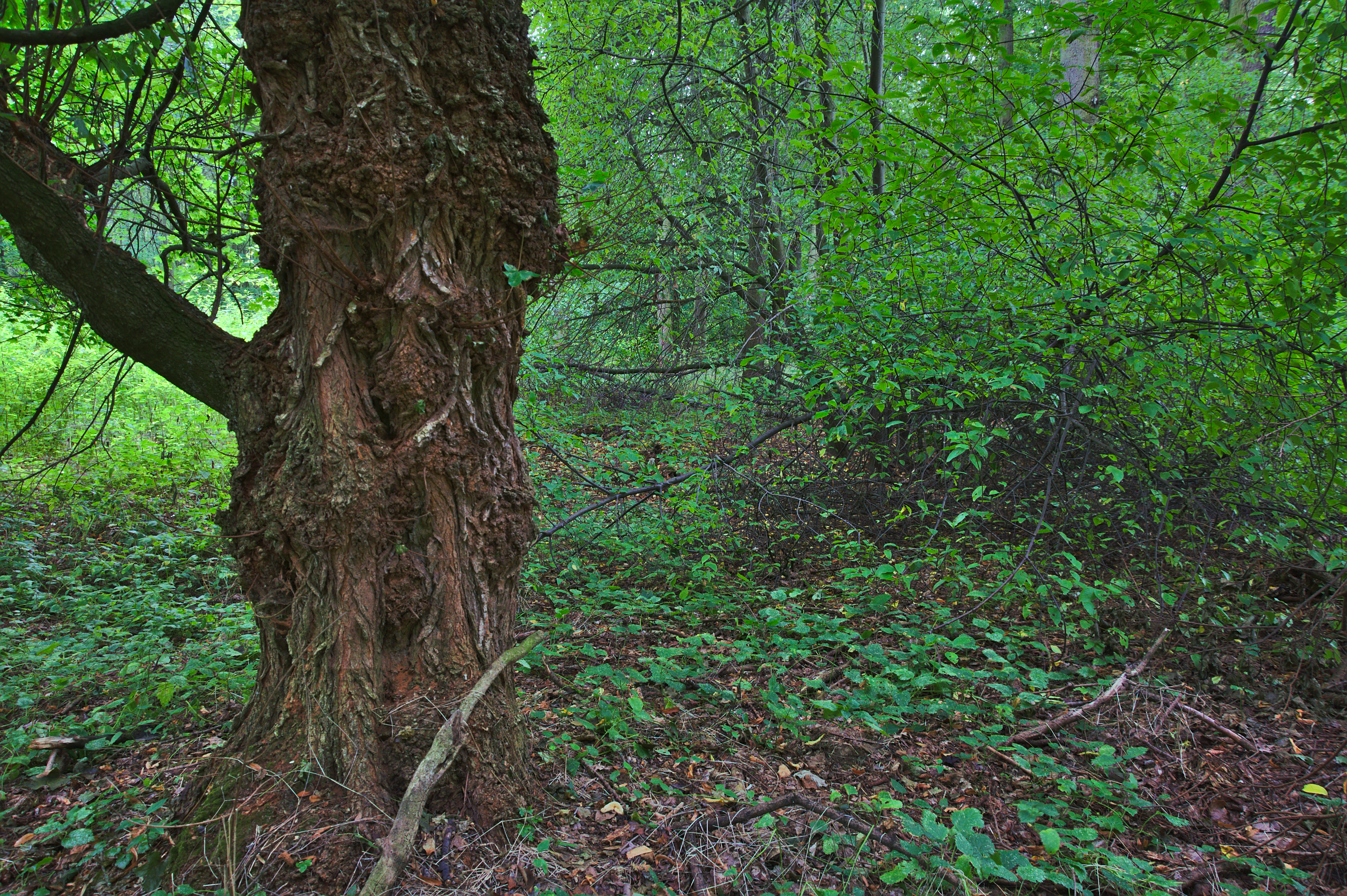
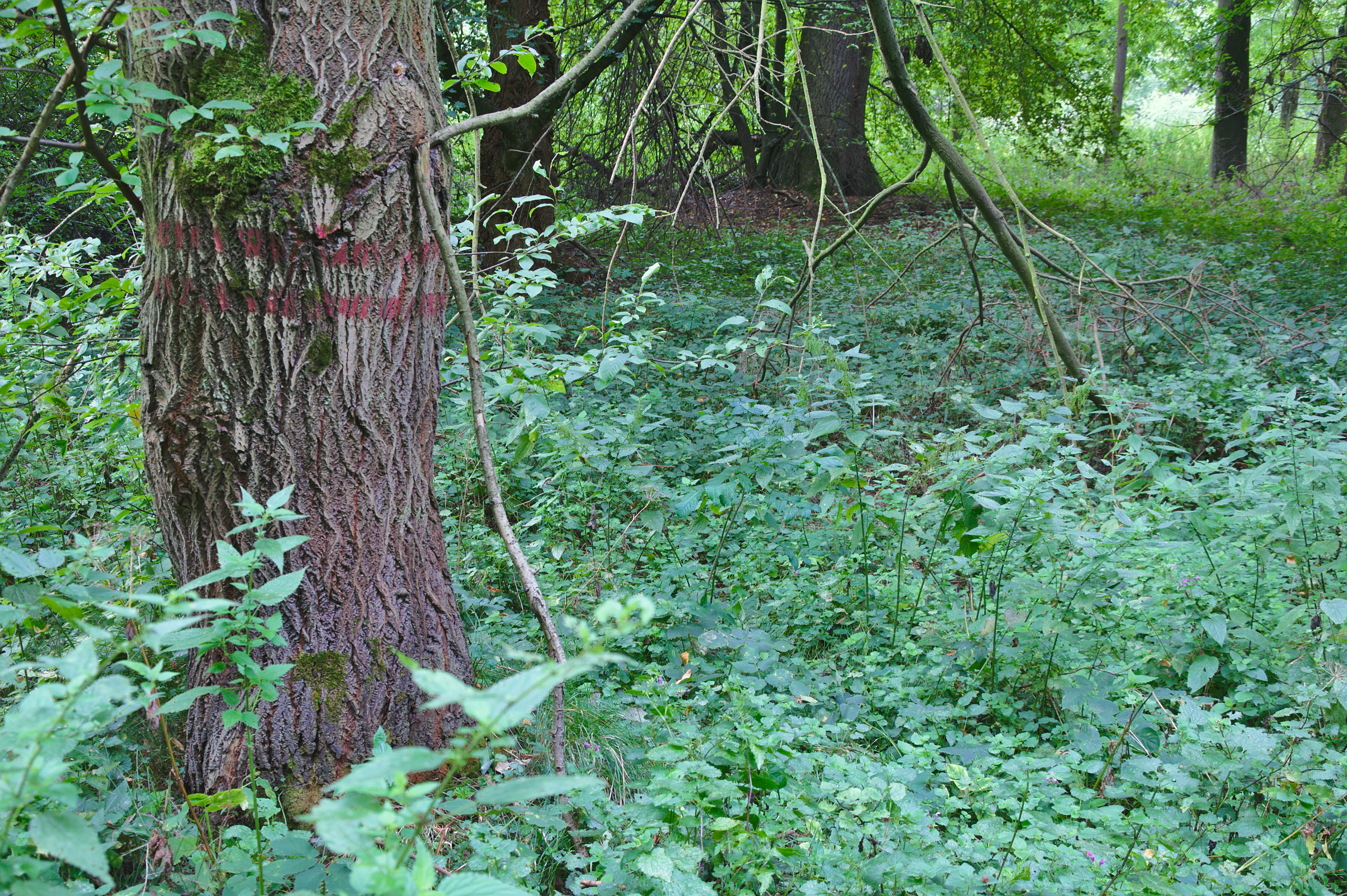
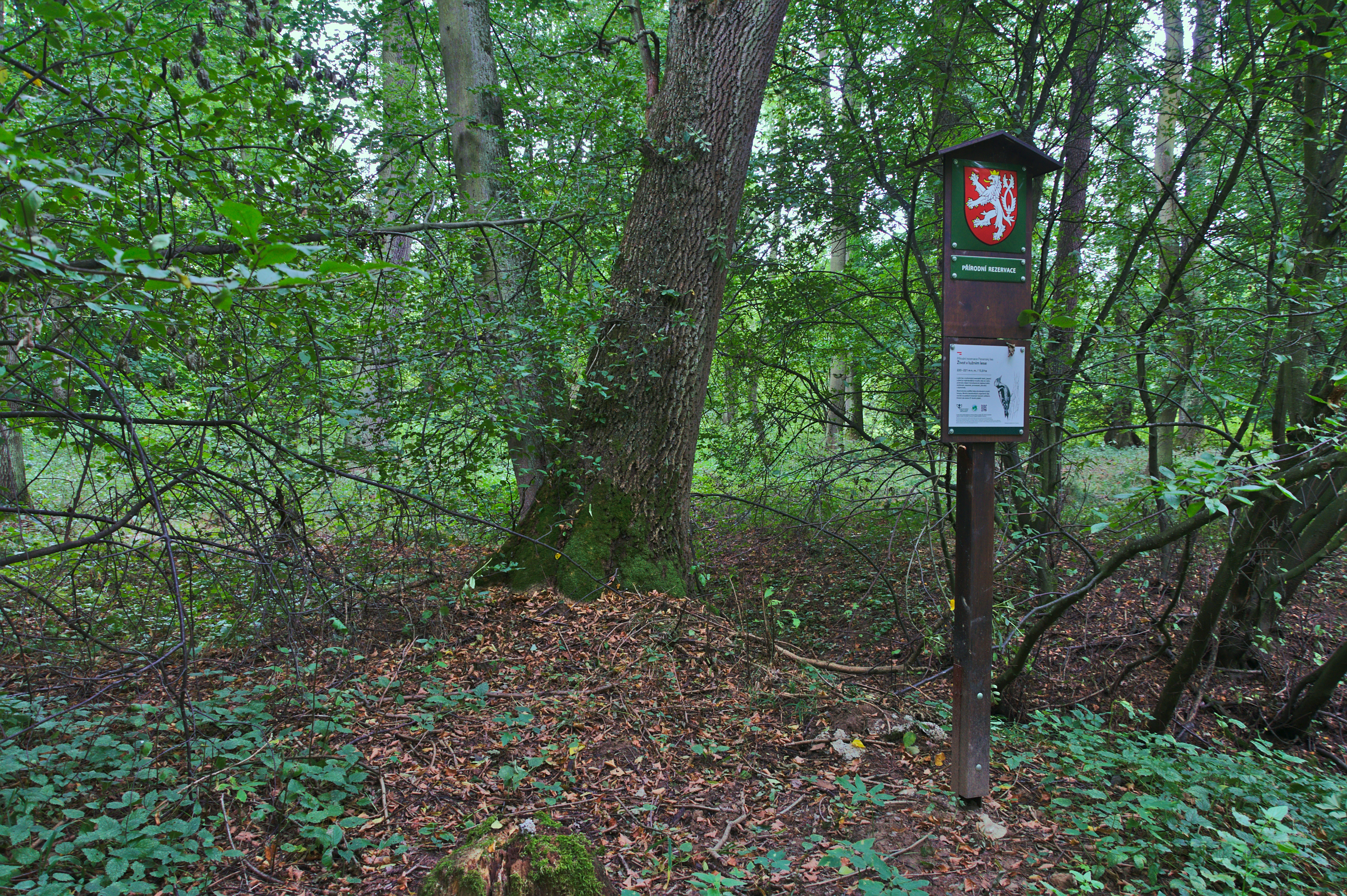
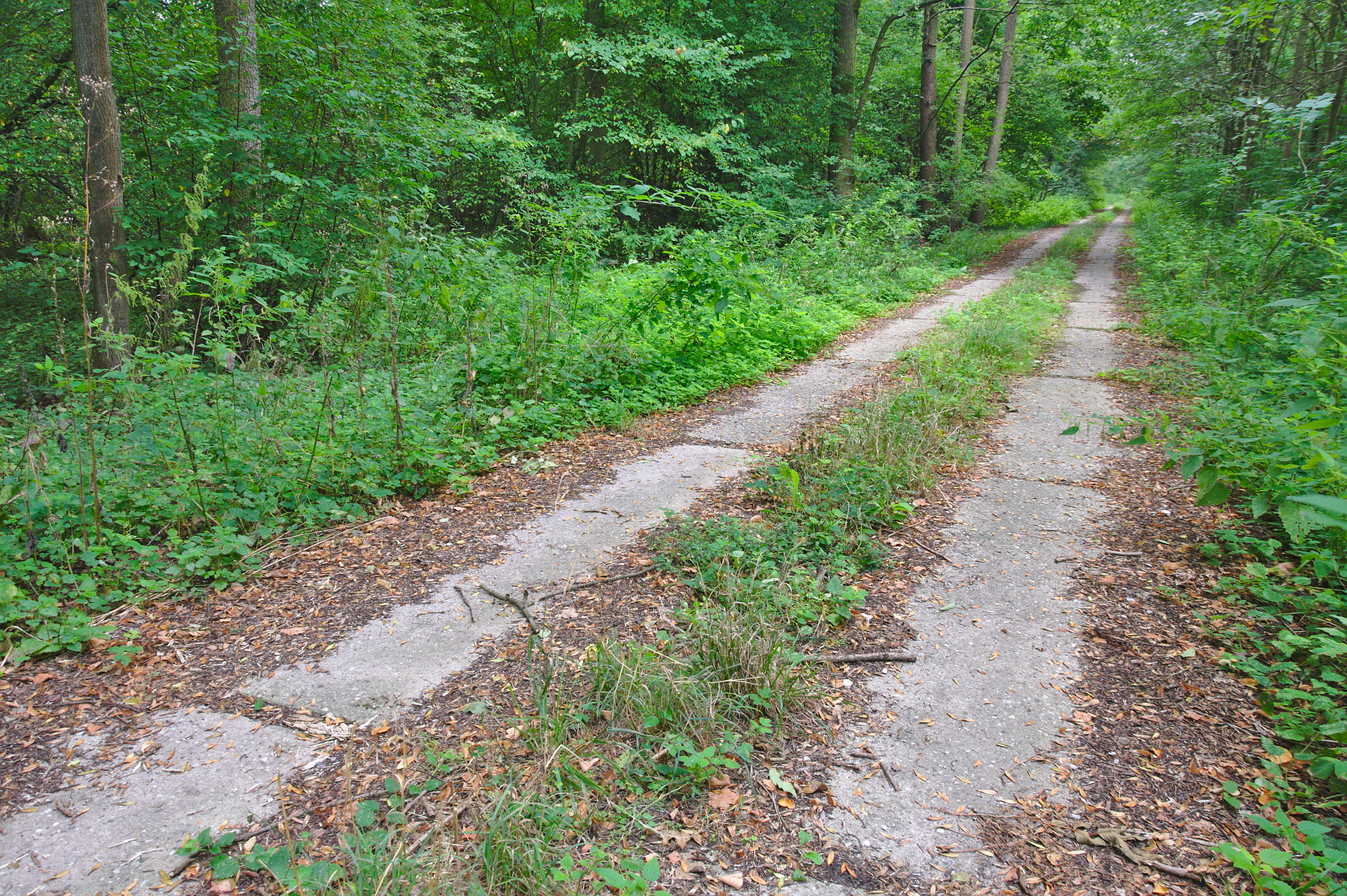